# Эскорел, Лауро
Лауро Эскорел-младший (порт. Lauro Escorel Filho, 5 января 1950, Вашингтон) – бразильский и американский кинооператор, режиссёр и продюсер.

## Биография
Сын бразильского дипломата Лауро Эскорела де Морайса. Вырос в Бразилии. Работал ассистентом кинооператора у Аффонсу Беату. Первый самостоятельный фильм снял как кинооператор в 1967 году. Впоследствии выпустил несколько фильмов как режиссёр. Работает в Бразилии и США, чаще всего – с режиссёрами Эктором Бабенко и Карлусом Диегисом.
Старший брат – Эдуардо Эскорел (род. 1945) — кинорежиссёр и продюсер.

## Избранная фильмография
- 1969: América do Sexo (Леон Хиршман и др., киноальманах)
- 1970: A Família do Barulho (Жулио Брессане)
- 1971: São Bernardo (Леон Хиршман, премия МКФ в Грамаду  за лучшую операторскую работу)
- 1973: Toda Nudez Será Castigada (Арналду Жабор)
- 1975: Царь ночи/ O Rei da Noite (Эктор Бабенко)
- 1976: Libertários (Лауро Эскорел)
- 1977: Lúcio Flávio, o Passageiro da Agonia  (Эктор Бабенко, премия МКФ в Грамаду за лучшую операторскую работу)
- 1977: Mar de Rosas (Ана  Каролина)
- 1979: Bye Bye Brasil (Карлус Диегис)
- 1979: Amor Bandido (Бруну Баррету)
- 1980: Акт насилия/ Ato de Violência (Эдуардо Эскорел)
- 1981: Eles não usam black-tie (Леон Хиршман)
- 1984: Quilombo (Карлус Диегис)
- 1985: Sonho Sem Fim (Лауро Эскорел, специальная премия жюри МКФ в Грамаду)
- 1986: Говори мне о любви/ Eu Sei Que Vou Te Amar (Арналду Жабор)
- 1987: Чертополох/ Ironweed (Эктор Бабенко)
- 1989: Dias Melhores Virão (Карлус Диегис)
- 1991: Игра в полях господних/ At Play in the Fields of the Lord  (Эктор Бабенко)
- 1994: Последний полёт Амелии Эрхарт/ Amelia Earhart: The Final Flight (Ив Симоно)
- 1995: Стюарт спасает свою семью/ Stuart Saves His Family (Гарольд Реймис)
- 1996: Просветлённое сердце/ Corazón iluminado (Эктор Бабенко)
- 2001: Uma Vida em Segredo (Сузана Амарал)
- 2001: O Xangô de Baker Street (Мигел Фариа-мл.)
- 2001: Domésticas (Фернанду Мейреллиш, премия за лучшую операторскую работу на КФ в Ресифе)
- 2005: Jogo Subterrâneo (Роберто Хервиц, Большая премия бразильского кино)
- 2005: Винисиус/ Vinicius (Мигел Фариа-мл., документальный)
- 2006: Кровавое крещение/ Batismo de Sangue (Элвесиу Раттон, премия Фестиваля бразильского кино в Бразилиа за лучшую операторскую работу)
- 2006: Величайшая любовь в мире/ O Maior Amor do Mundo (Карлус Диегис)